# Hawks & Doves
| Recensione     | Giudizio |
| -------------- | -------- |
| AllMusic       |          |
| Pitchfork      |          |
| Piero Scaruffi |          |

Hawks & Doves è un album discografico del musicista canadese Neil Young pubblicato nel 1980. Può considerarsi il seguito ideale di American Stars 'n Bars, ha un contenuto filoamericano molto politico che vuole richiamare una sorta di "discorso di Stato dell'Unione".

## Il disco
L'album è diviso in due lati: "Colombe" (Doves) (frutto di registrazioni del 1975) e "Falchi" (Hawks). La prima facciata, include Little Wing e The Old Homestead, canzoni che erano state originariamente intese per la pubblicazione sull'album del 1975 Homegrown poi rimasto inedito. The Old Homestead contiene dei velati riferimenti alla carriera dello stesso Young, incluso un accenno a quanti rimproveravano a Young la sua insistenza nel voler utilizzare i Crazy Horse come gruppo di spalla quando c'erano in circolazione musicisti molto più tecnici e professionali. Poiché è risaputo che David Crosby aveva spesso fatto quest'osservazione a Young, la canzone potrebbe essere una risposta diretta a lui, tenendo anche conto del brano di Crosby Cowboy Movie sul suo album solista If I Could Only Remember My Name del 1971, nel quale erano presenti riferimenti allegorici alla storia dei Crosby, Stills, Nash & Young. La traccia Captain Kennedy, peraltro forse la migliore di questo lato, mostra similitudini con il brano My Name Is John Johanna inciso da Kelly Harrell con la Virginia String Band nel 1927, e incluso nella celebre Anthology of American Folk Music compilata da Harry Smith nel 1952.
Il secondo lato dell'album, consiste in registrazioni di stampo prettamente country & western, ancora più di quelle contenute sul primo lato di American Stars 'n Bars o in Comes a Time. Questo gruppo di canzoni tendenti come sempre a rappresentare sagacemente la società americana di quegli anni, venne da alcuni attaccato per i suoi contenuti patriottici considerati reazionari quasi a rinnegare da parte di Neil Young il suo passato da hippie libertario autore di alcune delle canzoni di protesta più celebrate del passato, come Ohio o Southern Man. In realtà l'autore non confermò mai questa tesi, puntualmente e coerentemente smentita anche da tutti i suoi lavori successivi.     
Come per molti altri album di Young, le reazioni critiche alla pubblicazione di Hawks & Doves furono miste. È interessante come l'album possa essere stato recepito all'epoca, per calcolo di chi voleva probabilmente portare acqua al proprio mulino, una presunta dichiarazione di voto, non si sa bene quale, essendo uscito nei negozi in prossimità delle elezioni presidenziali statunitensi che vedevano fronteggiarsi Carter e Reagan.

## Tracce

### LP
Lato A
Doves
Testi e musiche di Neil Young.
1. Little Wing (Registrato al The Village Recorder di Los Angeles) – 2:10
2. The Old Homestead (Registrato al Quadrafonic Sound Studio di Nashville e al Broken Arrow Studio di Redwood City) – 7:38
3. Lost in Space (Registrato al Triiad Recording Studios di Fort Lauderdale) – 4:13
4. Captain Kennedy (Registrato al Indigo Ranch Studio di Malibù) – 2:50

Lato B
Hawks
Testi e musiche di Neil Young.
1. Stayin' Power (Registrato al Gold Star Recording Studios di Hollywood) – 2:17
2. Coastline (Registrato al Gold Star Recording Studios di Hollywood) – 2:24
3. Union Man (Registrato al Gold Star Recording Studios di Hollywood) – 2:08
4. Comin' Apart at Every Nail (Registrato al Gold Star Recording Studios di Hollywood) – 2:33
5. Hawks & Doves (Registrato al Gold Star Recording Studios di Hollywood) – 3:27

## Formazione
- Neil Young - chitarra, armonica, piano, voce
- Greg Thomas - batteria
- Dennis Belfield - basso
- Ben Keith - steel & dobro, armonie vocali
- Rufus Thibodeaux - violino
- Ann Hillary O'Brien - armonie vocali
- Levon Helm - batteria in The Old Homestead
- Tim Drummond - basso in The Old Homestead
- Tom Scribner - sega musicale in The Old Homestead